# Marie Collier
Marie Elisabeth Collier (ur. 16 kwietnia 1927 w Ballarat, zm. 8 grudnia 1971 w Londynie) – australijska śpiewaczka operowa, sopran.

## Życiorys
Studiowała w Melbourne, gdzie zadebiutowała w 1954 roku jako Santuzza w Rycerskości wieśniaczej Pietro Mascagniego. W latach 1955–1956 uczyła się w Mediolanie u Ugo Benvenutiego Giustiego. W 1956 roku jako Musetta w Cyganerii Giacomo Pucciniego debiutowała na deskach Covent Garden Theatre w Londynie, z którym była związana do końca życia. Śpiewała też w londyńskiej Sadler’s Wells Opera. W 1965 i 1968 roku śpiewała w San Francisco. W 1967 roku wystąpiła w Metropolitan Opera w Nowym Jorku jako Christine Mannon w prawykonaniu opery Marvina Davida Levy’ego Mourning Becomes Electra. Zginęła, wypadając z okna w swoim mieszkaniu w Londynie.
Zasłynęła przede wszystkim jako Emilia Marty w Sprawie Makropulos Leoša Janáčka. Ponadto kreowała role m.in. Hekuby w King Priam Michaela Tippetta, Marii w Wozzecku Berga, Lizy w Damie pikowej Czajkowskiego, Chryzotemidy w Elektrze Straussa. Wystąpiła w brytyjskich premierach Lady Makbet mceńskiego powiatu Dmitrija Szostakowicza (1963, w roli Katarzyny Izmajłowej) i Ognistego anioła Siergieja Prokofjewa (1965, w roli Renaty).